# Pleszakowate

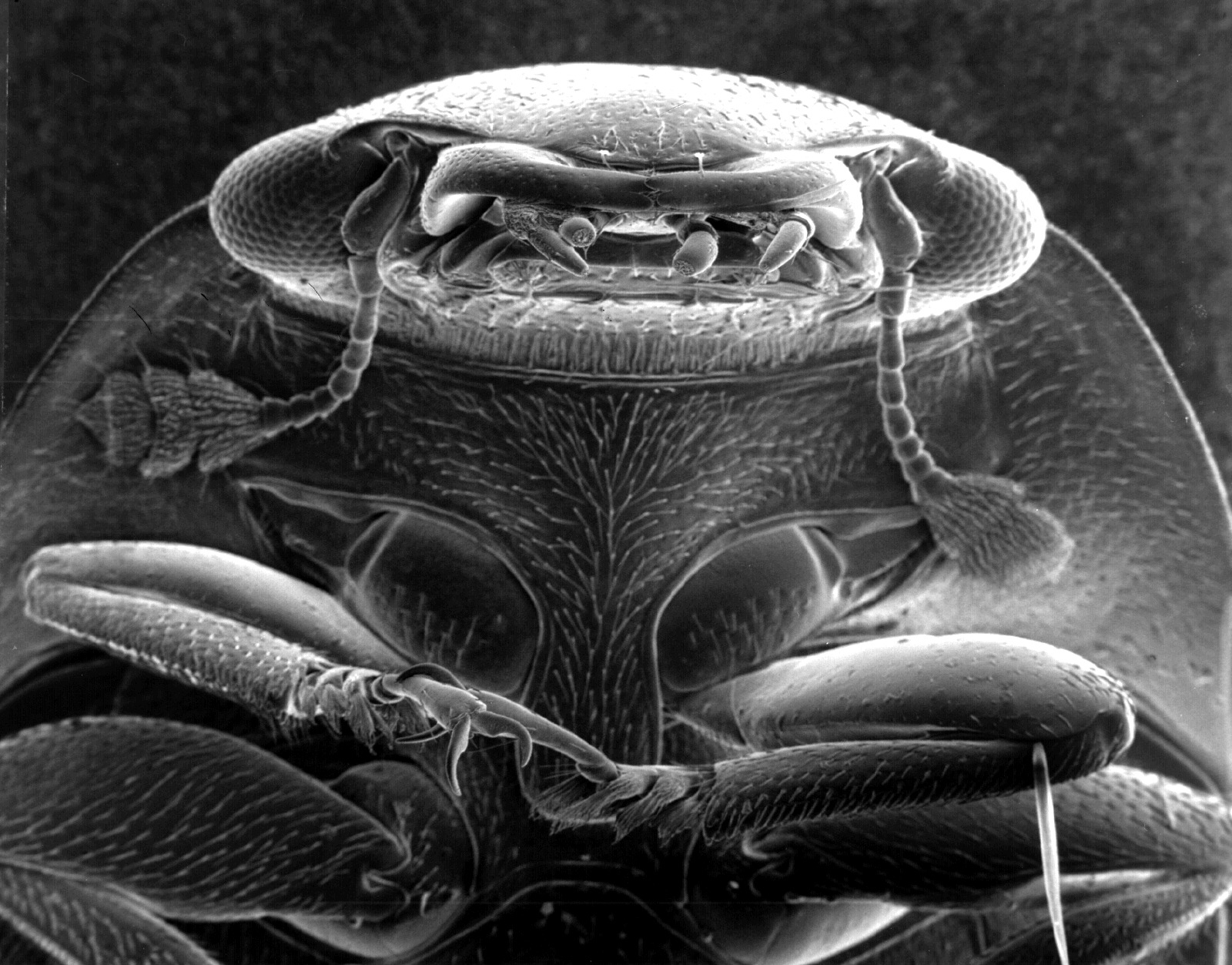
Głowa chrząszcza z rodziny pleszakowatych

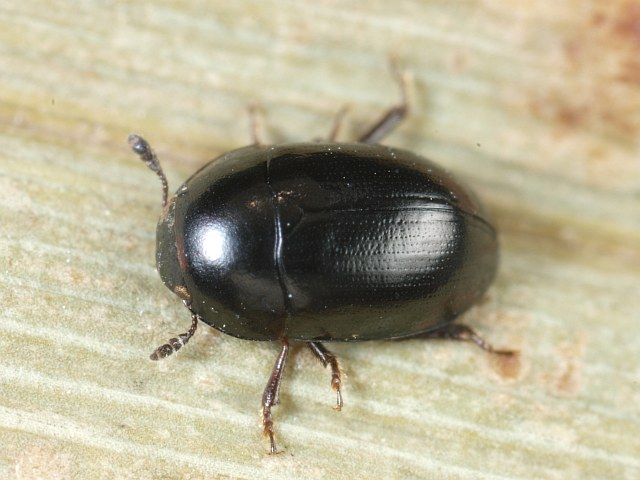
Phalacrus caricis

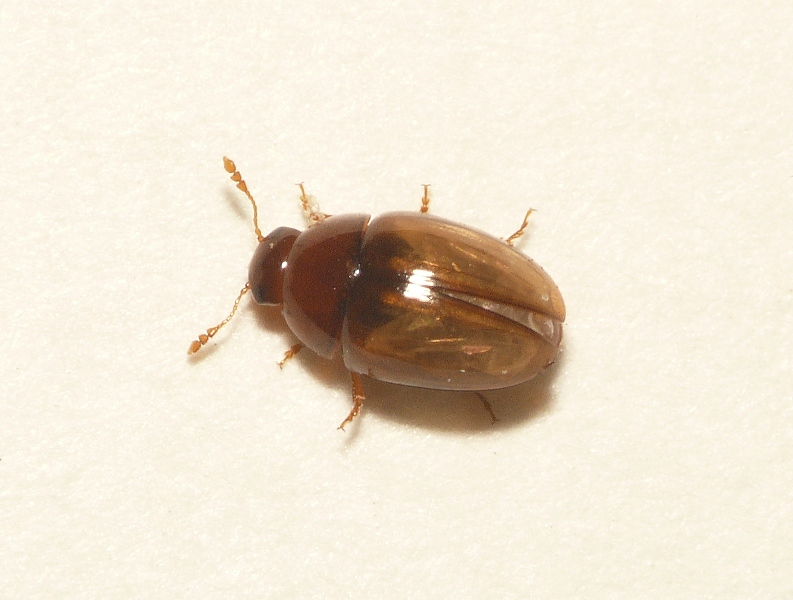
Olibrus corticalis

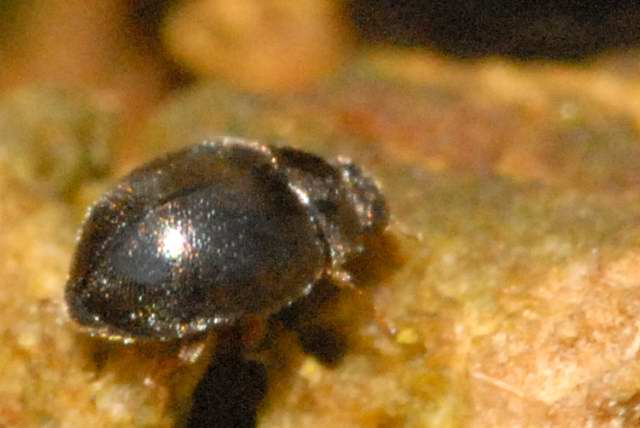
Stilbus atomarius

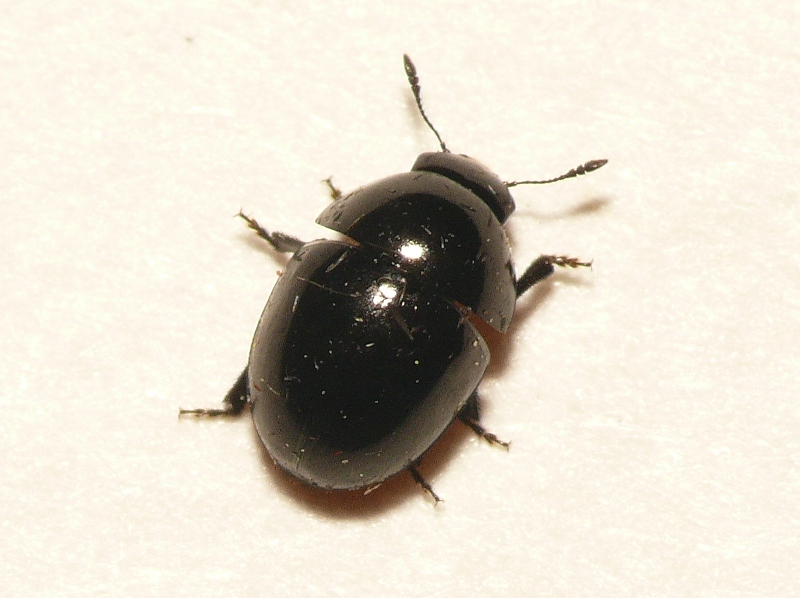
Phalacrus fimetarius

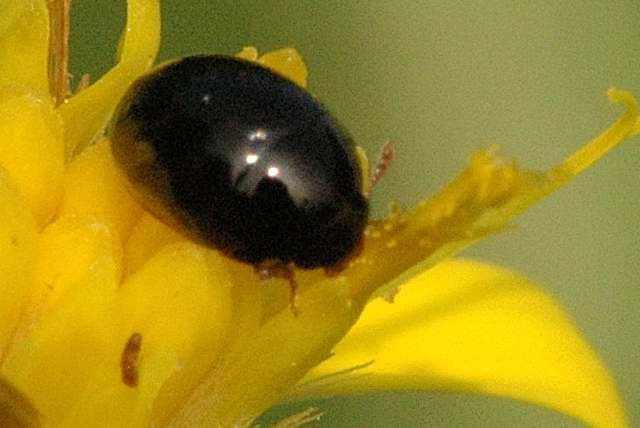
Olibrus flavicornis

Pleszakowate (Phalacridae) – rodzina chrząszczy z podrzędu wielożernych, serii (infrarzędu) Cucujiformia i nadrodziny Cucujoidea. Liczy około 635 gatunków.

## Taksonomia
Rodzina opisana została w 1815 roku przez Williama Elforda Leacha.

## Opis

### Owady dorosłe
Drobne chrząszcze o ciele okrągławym lub owalnym, z wierzchu silnie wypukłym, a pod spodem u prawie wszystkich gatunków płaskim. Głowa skierowana skośnie ku przodowi, z tyłu częściowo przykryta przedpleczem. Oczy duże, owalne i wycięte na przednim brzegu. Czułki 11-członowe, z ostatnimi trzema członami tworzącymi zwartą lub luźną buławkę. Głaszczki szczękowe trójczłonowe, a wargowe dwuczłonowe. Przedplecze trapezopidalne, o bokach zaokrąglonych i silnie się ku przodowi zwężających, a krawędzi tylnej równej lub węższej od nasady pokryw. Tarczka trójkątna, punktowana, dobrze widoczna. Pokrywy przykrywające w całości odwłok, dłuższe niż szerokie, owalne, silnie wypukłe. Wzdłuż krawędzi przyszwowych biegną 1 lub 2 rowki. U nasady gładki, niepunktowany rejon. Odnóża krótkie, silnie zgrubiałe, zaostrzone na krawędziach wewnętrznych. Stopy pięcioczłonowe, przy czym człon czwarty szczątkowy i zrośnięty z piątym. Odwłok złożony od góry z 7 tergitów, a od spodu z 5 sternitów. Ostatni tergit tworzy silniej zesklerotyzowane pygidium.

### Larwy
Ciało kampeodealne, długości 3–4 mm, wydłużone, słabo zesklerotyzowane, jasno ubarwione z ciemniejszą głową. Głowa hypognatyczna. Przyoczka obecne w liczbie od 2 do 5. Czułki trójczłonowe. Segmenty tułowia dobrze wykształcone. Odnóża czteroczłonowe z pojedynczym pazurkiem na goleniostopie. Odwłok złożony z 9 segmentów, z których ostatni zwieńczony parą urogomf. Obecna jedna para przetchlinek na śródtułowiu i 7 par na odwłoku.

## Biologia i ekologia
Chrząszcze roślinożerne. Żerują na porażonych grzybami trawach i turzycach oraz astrowatych. Zimują w wierzchniej warstwie gleby i pod odstającą korą. W środkowoeuropejskich warunkach nizinnych pojaw dorosłych następuje w końcu kwietnia lub maju.

## Rozprzestrzenienie
Rodzina kosmopolityczna, znana ze wszystkich kontynentów, preferująca stery umiarkowane. W Europie występuje 57 gatunków, z czego w Polsce 24.

## Systematyka
Według pracy Boucharda i innych z 2011 roku rodzina ta podzielona była na 2 podrodziny:
- Phaenocephalinae Matthews, 1899
- Phalacrinae Leach, 1815

M. Gimmel dokonał w 2013 roku rewizji tej rodziny, wprowadzając następujący podział na „grupy rodzajów” (ang. genus group):
- Phaenocephalus-group
  - Phaenocephalus Wollaston, 1873
  - Phalacrinus Blackburn, 1891
  - Ranomafanacrinus Gimmel, 2013
- Stilbus-group
  - Acylomus Sharp, 1888
  - Nesiotus Guillebeau, 1896
  - Stilbus Seidlitz, 1872
  - Xanthocomus Guillebeau, 1893
- Pseudolibrus-group
  - Litostilbus Guillebeau, 1894
  - Megistopalpus Guillebeau, 1895
  - Pseudolibrus Flach, 1889
- Phalacrus-group
  - Phalacropsis Casey, 1890
  - Phalacrus Paykull, 1800
- Olibroporus-group
  - Austroporus Gimmel, 2013
  - Olibroporus Casey, 1890
  - Platyphalacrus Gimmel, 2013
  - Pycinus Guillebeau, 1893
- Ochrolitus-group
  - Ochrolitus Sharp, 1889
  - Sveculus Gimmel, 2013
- Olibrus-group
  - Olibrus Erichson, 1845
  - Tolyphus Erichson, 1845
- Olibrosoma-group
  - Antennogasmus Gimmel, 2013
  - Malagasmus Gimmel, 2013
  - Olibrosoma Tournier, 1889
- Litochropus-group
  - Litochropus Casey, 1890
  - Neolitochrus Gimmel, 2013
- Rodzaje incertae sedis
  - Apallodes Reitter, 1873
  - Augasmus Motschulsky, 1858
  - Entomocnemus Guillebeau, 1894
  - Eulitrus Sharp, 1889
  - Grouvelleus Guillebeau, 1892
  - Litochrus Erichson, 1845
  - Malagophytus Gimmel, 2013
  - Paracylomus Gimmel, 2013